# Michel Vermeulin
Michel Vermeulin   (Montreuil, 6 de setembre de 1934) és un ciclista francès, ja retirat, que tant desenvolupà la seva carrera en pista com en carretera.
Com a ciclista amateur obtingué importants èxits esportius, obtenint disset triomfs en aquesta categoria. El 1955 i 1957 fou Campió de França de persecució per equips i el 1957 Campió de França en ruta.
Fou seleccionat per prendre part en els Jocs Olímpics de Melbourne de 1956. En ells aconseguí la medalla d'or de ciclisme en ruta per equips, junt amb Arnaud Geyre i Maurice Moucheraud, i la medalla de plata en la prova de persecució per equips, junt a Jean Graczyk, Jean-Claude Lecante i René Bianchi.
El 1958 passà a professional, categoria en la qual restà fins a 1963, aconseguint sis victòries.

## Palmarès
- 1958
  - 1r al Circuit de Vienne
  - 1r al Premi d'Aurillac
  - 1r al Premi de Charolle
- 1959
  - 1r al Trofeu Longines
- 1960
  - 1r del Gran Premi de Fourmies i vencedor d'una etapa

### Resultats al Tour de França
- 1959. 20è de la classificació general. Porta el mallot groc durant 3 etapes
- 1960. 30è de la classificació general
- 1962. Abandona (2a etapa)